# Leyvin Balanta
Leyvin Jhojane Balanta Fory (ur. 3 września 1990 w Bogocie) – kolumbijski piłkarz występujący na pozycji lewego obrońcy, obecnie zawodnik Santa Fe.

## Kariera klubowa
Balanta rozpoczynał swoją karierę w wieku osiemnastu lat w klubie Deportivo Pasto, występując wówczas na pozycji napastnika. W Categoría Primera A zadebiutował za kadencji szkoleniowca Jorge Luisa Bernala, 13 maja 2009 w przegranym 0:1 spotkaniu z Santa Fe. Był to zarazem jego jedyny ligowy występ w tym klubie – na koniec rozgrywek 2009 spadł z Pasto do drugiej ligi, lecz równocześnie dotarł do finału pucharu Kolumbii – Copa Colombia. Bezpośrednio po tym odszedł z drużyny i po kilku miesiącach został graczem zespołu América de Cali. W sezonie 2011 jako rezerwowy zawodnik zanotował z nim relegację do drugiej ligi (pierwszą w historii tego zasłużonego klubu). W drugiej lidze został natomiast podstawowym graczem ekipy – trener Diego Umaña przesunął go na pozycję najpierw lewego pomocnika, a później lewego obrońcy. W marcu 2013 został odsunięty od składu aż na dziewięć miesięcy ze względu na problemy dyscyplinarne, lecz po powrocie ponownie dołączył do grona czołowych piłkarzy zespołu. Ogółem graczem Amériki pozostawał przez niecałe pięć lat, bezskutecznie walcząc jednak o powrót do najwyższej klasy rozgrywkowej.
W sierpniu 2015 Balanta został ściągnięty do czołowego klubu w kraju – Independiente Santa Fe ze stołecznej Bogoty, mając w nim awaryjnie zastąpić poważnie kontuzjowanego lewego obrońcę Dairona Mosquerę. Jeszcze w tym samym roku po raz drugi w karierze dotarł do finału Copa Colombia, a przede wszystkim jako podstawowy defensor w taktyce szkoleniowca Gerardo Pelusso triumfował w drugim co do ważności turnieju Ameryki Południowej – Copa Sudamericana. Owocny w sukcesy okazał się dla niego również kolejny rok kalendarzowy – w jesiennym sezonie Finalización 2016 zdobył tytuł mistrza Kolumbii oraz wygrał puchar Copa Suruga Bank. Premierowego gola w najwyższej klasie rozgrywkowej strzelił 26 listopada 2016 w wygranej 2:1 konfrontacji z Independiente Medellín, natomiast dwa miesiące później zdobył z Santa Fe superpuchar Kolumbii – Superliga Colombiana. W czerwcu 2017 zerwał więzadło krzyżowe w kolanie, wobec czego musiał pauzować przez kolejne pół roku.

## Kariera reprezentacyjna
W seniorskiej reprezentacji Kolumbii Balanta zadebiutował za kadencji selekcjonera José Pekermana, 25 stycznia 2017 w przegranym 0:1 meczu towarzyskim z Brazylią.